# جورج بيكر (لاعب كرة قاعدة)
جورج بيكر (بالإنجليزية: George Baker)‏ هو لاعب كرة قاعدة أمريكي، ولد في 20 أغسطس 1857 في سانت لويس في الولايات المتحدة، وتوفي بنفس المكان في 29 يناير 1915.

## وصلات خارجية
- جورج بيكر على موقعبيزبول رفرنس.كوم (الدوري الرئيسي) (الإنجليزية)
- جورج بيكر على موقعبيزبول رفرنس.كوم (الدوري الثانوي) (الإنجليزية)